# Bowmore

Mapa d'Islay.

Bowmore és una petita ciutat de 862 habitants de l'illa d'Islay, a Escòcia, al costat del Loch Indaal. Fundada el 1768, avui dia és la capital administrativa de l'illa. Ha donat el nom i és famosa per la producció de whisky, sobretot el Bowmore Single Malt.